# Municipio de Coal (condado de Perry)
El municipio de Coal (en inglés: Coal Township) es un municipio ubicado en el condado de Perry en el estado estadounidense de Ohio. En el año 2010 tenía una población de 1042 habitantes y una densidad poblacional de 29,33 personas por km².

## Geografía
El municipio de Coal se encuentra ubicado en las coordenadas 39°34′29″N 82°12′58″O / 39.57472, -82.21611. Según la Oficina del Censo de los Estados Unidos, el municipio tiene una superficie total de 35,52 km², de la cual 35,46 km² corresponden a tierra firme y (0,18 %) 0,06 km² es agua.

## Demografía
Según el censo de 2010, había 1042 personas residiendo en el municipio de Coal. La densidad de población era de 29,33 hab./km². De los 1042 habitantes, el municipio de Coal estaba compuesto por el 95,3 % blancos, el 0,58 % eran afroamericanos, el 0,29 % eran amerindios y el 3,84 % eran de una mezcla de razas. Del total de la población el 0,77 % eran hispanos o latinos de cualquier raza.